# Hemoglobinuria

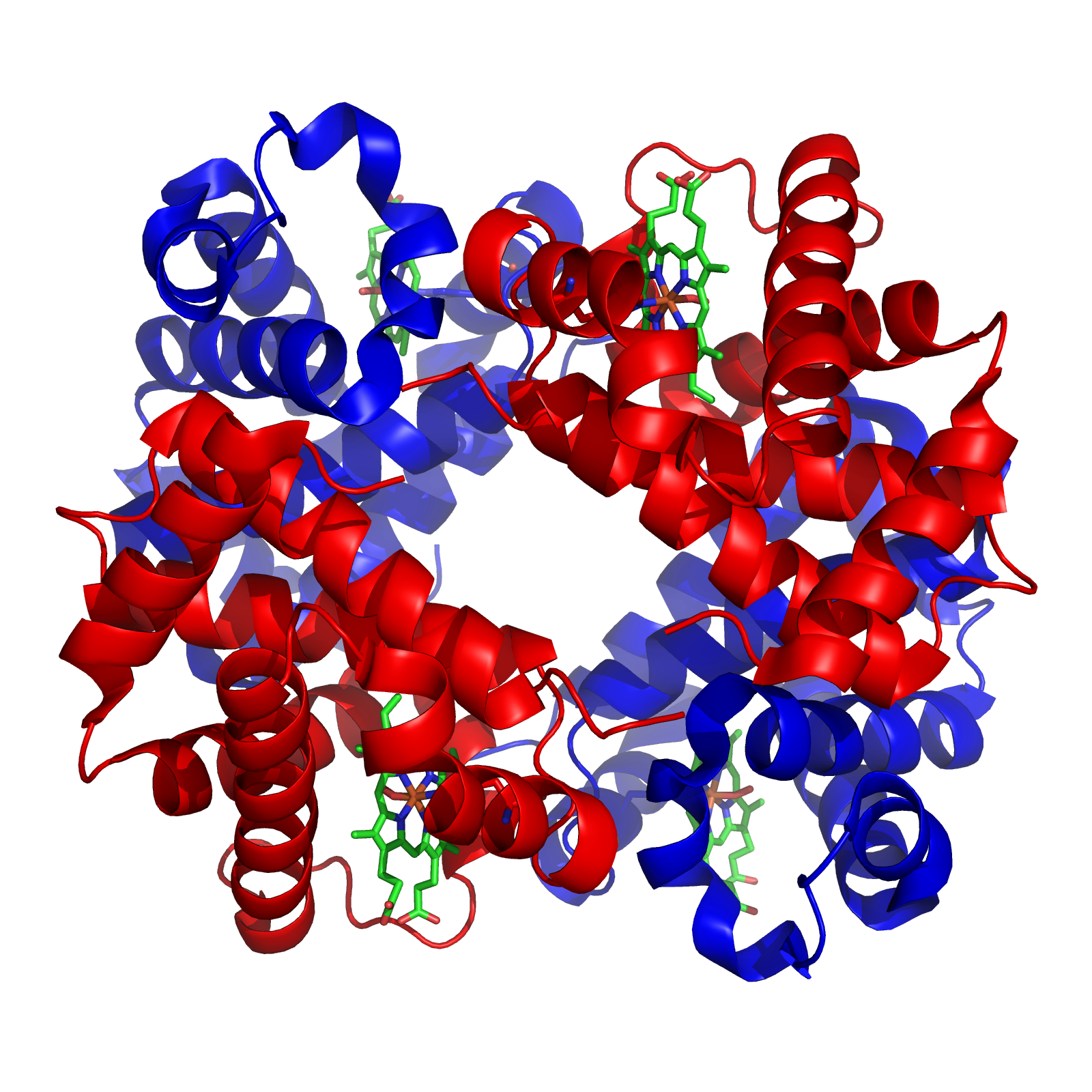
Estructura de la hemoglobina

La hemoglobinuria es la presencia de hemoglobina libre en la orina como consecuencia de hemólisis intravascular.
La hemoglobina es una molécula que está adherida a los glóbulos rojos y que ayuda a transportar el oxígeno y el dióxido de carbono a través del cuerpo.
Los glóbulos rojos tienen un promedio de vida de 120 días y, después de este tiempo, se descomponen en partes que pueden producir un nuevo glóbulo rojo. Este proceso se lleva a cabo típicamente en el bazo, en la médula ósea y en el hígado. Si los glóbulos rojos se descomponen en los vasos sanguíneos, las partes se mueven libremente en el torrente sanguíneo.
Si el nivel de hemoglobina en la sangre se eleva demasiado, entonces dicha hemoglobina comienza a aparecer en la orina, lo cual se denomina hemoglobinuria.